# Niedermoschel
Niedermoschel ist eine Ortsgemeinde im Donnersbergkreis in Rheinland-Pfalz. Sie gehört der Verbandsgemeinde Nordpfälzer Land an, die ihren Verwaltungssitz in der Gemeinde Rockenhausen und eine zusätzliche Verwaltungsstelle in Alsenz hat.

## Geographie
Niedermoschel liegt im Nordpfälzer Bergland nördlich des Pfälzerwalds. Westlich befindet sich Obermoschel, südöstlich Alsenz.

## Geschichte
Niedermoschel wurde 1362 erstmals urkundlich erwähnt. Neun Jahre vorher wurde es bereits in einer kirchlichen Urkunde als das niedrigere Dorf bei Alsenz genannt. Zunächst zur Grafschaft Veldenz gehörig, gelangte der Ort nach dem Tod von Friedrich III. 1444 zu Pfalz-Zweibrücken. Nach der Französischen Revolution war Niedermoschel Teil vom Departement Donnersberg. 1816 wurde es bayerisch. Nach dem Zweiten Weltkrieg wurde Niedermoschel Teil des neu gebildeten Landes Rheinland-Pfalz.

## Politik

### Ortsbürgermeister
Gunther Keller ist seit 2019 Ortsbürgermeister von Niedermoschel.
Der Vorgänger war Berthold Grünewald.

### Wappen
Blasonierung: „Geteilt und oben gespalten; oben rechts in Schwarz ein goldener Löwe, rotbezungt, -bewehrt und -bekrönt; oben links Weiß und Blau gerautet; unten in Blau eine silberne Jakobsmuschel.“

## Kultur und Sehenswürdigkeiten
Im Dorfgemeinschaftshaus befindet sich das Bergbaumuseum Niedermoschel. In der Nähe des Ortes ist die 1180 erbaute Burgruine Löwenstein. Sie wurde im Pfälzischen Erbfolgekrieg zerstört.
Siehe auch:
- Liste der Kulturdenkmäler in Niedermoschel
- Liste der Naturdenkmale in Niedermoschel

## Verkehr
Nächstgelegener Bahnhalt ist der Bahnhof Alsenz an der Alsenztalbahn. Zwischen 1903 und 1935 gab es in der Ortsmitte in Höhe des ehemaligen Schulhauses einen Haltepunkt der schmalspurigen Zubringerbahn Obermoschel-Alsenz.